# Beolvadás
A beolvadás a magyar jogban a jogi személy  más jogi személyekkel összeolvadás, illetve beolvadás útján egyesülhet. A beolvadás a jogi személyek egyesülésének azt a módját jelenti, amelynek során két vagy több cég egyesül olyan módon, hogy a beolvadó cég neve megszűnik, vagyona stb. az egyesülés után tovább működő céghez kerül.

## A beolvadás a Polgári Törvénykönvben
- Beolvadás során egy vagy akár több társaság beolvad egy másik társaságba.
- A beolvadó jogilag megszűnik, míg a meglévő társaság cégformája megmarad.
- Az a társaság, amelyik változatlanul megmarad, a beolvadó társaság(ok) jogutódja lesz.
- A beolvadó vagyona mint egész - tehát a jogok, illetve kötelezettségek összessége - átszáll a jogutód befogadó gazdasági társaságra.[1]

## Beolvadás és összeolvadás
Fontos különbség, hogy amíg összeolvadás esetében új jogi személy jön létre és az összeolvadók megszűnnek, addig  beolvadásnál csak a beolvadó cég szűnik meg.

## A döntési folyamat és az elvégzendő feladatok
Az érintett jogi személyek (a beolvadó és az átvevő) döntéshozó szervei (a tagok összessége vagy az általuk választott küldöttek) külön-külön két alkalommal határoznak a beolvadásos átalakulásról.
Az első döntés a szándékra vonatkozik. Ekkor döntenek arról is, hogy a jogi személy milyen más jogi személy típusba, formába alakuljon át stb. Ezután  a döntéshozó szerv meghatározza a vagyonmérleg-tervezetek fordulónapját, dönt a könyvvizsgáló személyéről és megbízza a jogi személy ügyvezetését az átalakulási terv, továbbá az átalakulási döntés meghozatalához szükséges, jogszabály által meghatározott vagy a döntéshozó szerv által előírt, okiratok elkészítésével.

## Néhány példa
- Az Echo TV 2019. április 1-jével beolvadt a Hír TV-be.[4][5]
- A PV TV 2014 májusában beolvadt Fishing & Huntingba.[6][7]
- Az A+ 2007-ben beleolvadt az Animaxbe.[forrás?]
- A Humor 1 2004-ben beolvadt az M+-ba, és Cool TV lett az új csatorna neve.[forrás?]

## Főbb alkalmazandó jogszabályok
- a Polgári törvénykönyvről szóló 2013. évi V. törvény (Ptk.) XIII. fejezet; 3:39–3:47. §,
- az egyes jogi személyek átalakulásáról, egyesüléséről, szétválásáról szóló 2013. évi CLXXVI. törvény (Átaltv.),
- a számvitelről szóló 2000. évi C. törvény (Szt.) 136–141. §,
- az adózás rendjéről szóló 2003. évi XCII. törvény (Art.) 33. §.